# William Jordan (Ruderer)
William „Bill“ Conrad Jordan (* 25. Juni 1898 in Cleveland; † 13. Juli 1968 in Springfield) war ein US-amerikanischer Ruderer.
Der Achter der Vereinigten Staaten wurde bei den Olympischen Spielen 1920 von der United States Naval Academy gestellt. Der Achter gewann in der Vorrunde mit sechzehn Sekunden Vorsprung gegen die belgische Mannschaft, im Halbfinale setzten sich die Amerikaner mit achtzehn Sekunden gegen die französische Besatzung durch. Mit einem knappen Vorsprung von 0,8 Sekunden siegte die Crew im Finale vor dem britischen Achter. 1921 und 1922 gewann Jordan mit dem Achter der Naval Academy die amerikanische Hochschulmeisterschaft. 1923 verließ er die Navy. 
In späteren Jahren war Jordan als Manager in der Luftfahrtindustrie tätig. Nachdem er Leiter des Curtiss-Wright-Werks in Columbus geworden war, stieg er 1948 zum Präsidenten der Firma auf. 1954 wechselte er als Präsident zu Hughes Aircraft.